# Martín Genís y Aguilar
Martín Genís y Aguilar (Vic, 1847-Vic, 1932) fue un escritor y farmacéutico español.

## Biografía
Nacido en la localidad barcelonesa de Vic el 21 de junio de 1847, estudió farmacia en la Universidad de Barcelona y en 1869 recibió el grado de doctor. Se estableció en Vic, donde ejerció su profesión. Regentó por algunos años las cátedras de física e historia natural, en el Instituto libre de segunda enseñanza de Vic. Se dedicó a estudios literarios y fue uno de los antiguos maestros del «Esbart de Vich», y por lo tanto colaborador de la colección de poesías La garba montanyesa. Fue elegido y reelegido presidente del círculo literario de Vic, además de mantenedor de los juegos florales de Barcelona en 1890. Fue uno de los vicepresidentes en la Sociedad Arqueológica de Vich, además de miembro de la Junta del museo arqueológico.
En el certamen en Vic celebrado en 1876 le fue premiada la poesía Al ferrocarril de Vich y en los juegos florales de Barcelona de 1878 alcanzó la flor natural por su romance Lo criat major y posteriormente obtuvo varios premios y accésits. Colaboró en publicaciones periódicas como El Amigo del Pueblo y La Renaixensa. Falleció en Vic en diciembre de 1932.

## Obras
- Julieta (1874), novela.[a]
- Sota un tarot. Memorias d‘un batxiller (1876), novela.[b]
- La Merce de Bellamata (1878), novela.[c]
- Cuadros del cor (1881), novela.[d]
- Discursos leídos por D. Francisco de Febrer, y D. Martín Genis y Aguilar, en la sesión necrológica que para honrar la memoria de don José Giró y Torá, celebró el Círculo Literario de Vich el día 24 de Febrero de 1882 (1882).[1]
- Novelas (1882).[e]
- La promesa de apotecari (1883), poema.[1]
- Passavents (1887), novela.[f]
- L'Espalmada (1890), novela.[g]
- Lo Contrabandista. Drama en tres actos y en verso.[1]
- La Reyneta del Cadí, novela. Drama en tres actos y en verso.[1]